# Джеймс Сполдінг
Джеймс Спо́лдінг (англ. James Spaulding), повне ім'я Джеймс Ральф Спо́лдінг-молодший (англ. James Ralph Spaulding, Jr.; 30 липня 1937) — американський джазовий саксофоніст і флейтист.

## Біографія
Народився 30 липня 1937 року в Індіанаполісі, штат Індіана. На початку 1920-х його батько грати професійно на гітарі в Індіані та Середньому Заході; його дід грав на банджо. Починав грати на ріжку, трубі і кларнеті. В основному був самоуком. Навчаючись у школі, створив власний гурт Monarch Combo. Грав в армійських гуртах, під час своєї служби (1954—57). Перший професійний виступ з Jazz Conteporaries в Індіанаполісіс в 1956 році. У 1957 році переїхав до Чикаго.
Навчався деякий час у Чиказькій школі музики. Грав з Сан Ра (1957—58), Сонні Томпсоном (1958—59); у власному квінтеті (1960—63). В 1963 році переїхав до Нью-Йорка. Грав з Фредді Габбардом (1963—66), Максом Роучем, Ренді Вестоном (1965), Вейном Шортером (1965—65), Боббі Гатчерсоном, Роєм Гейнсом (1966), Роучем (1967), Леоном Томасом, Гитчерсоном (1970); на початку 1970-х з Вестоном, Артом Блейкі, Горасом Сільвером, Фароа Сендерсом, з Newport All-Stars Джорджа Вейна; з оркестром Мерсера Еллінгтона (1974—75).
Очолював власні гурти в Нью-Йорку. Отримав ступінь бакалавра Лівінгстонського коледжу. Наприкінці 1970-х і на початку 1980-х продовжував очолювати власні гурти, однак рідко з ними записувався. Записувався з Рікі Фордом (1984—87). Став регулярно записуватися як соліст на лейблі Muse Records у 1988 році; також давав приватні уроки. Грав з Біллі Хіггінсом та True Blue All-Stars (1999).

## Дискографія
- James Spaulding Plays the Legacy of Duke (Storyville, 1976)
- Gotstabe a Better Way (Muse, 1988)
- Brilliant Corners (32 Records, 1988)
- Songs of Courage (Muse, 1991)
- Blues Nexus (Muse, 1993)
- Smile of the Snake (HighNote, 1997)
- Escapade (HighNote, 1999)
- Blues Up & Over (Speetones, 2001)
- Round to It Vol. 2 (Speetones, 2005)
- Down With It (Marge, 2006)